# Нерета
Не́рета (латыш. Nereta) — крупное село в южной части Латвии, административный центр Неретского края и Неретской волости. Расположено в 53 км к югу от города Екабпилса, в 5 км от границы с Литвой.

## История
Нерета известна с 1298 года. С 1950 по 1990 год имела статус посёлка городского типа. В 1949—1956 годах была центром Неретского района, затем входила в Стучкинский (с 1991 — Айзкраукльский) район.
С 2009 года — краевой центр.

## Население
| 1959 | 1970 | 1979 | 1989 | 2006 | 2015 |
| ---- | ---- | ---- | ---- | ---- | ---- |
| 2609 | 1201 | 1318 | 1560 | 1282 | 1076 |